# Eodorcadion
Eodorcadion es un género de escarabajos longicornios de la subfamilia Lamiinae.

## Especies

### Eodorcadion
- Eodorcadion altaicum
- Eodorcadion carinatum
- Eodorcadion carinatum blessigi
- Eodorcadion carinatum bramsoni
- Eodorcadion carinatum involvens
- Eodorcadion carinatum kiahtenum
- Eodorcadion chinganicum
- Eodorcadion chinganicum darigangense
- Eodorcadion chinganicum mandschukuoense
- Eodorcadion gansuense
- Eodorcadion glaucopterum
- Eodorcadion kadleci
- Eodorcadion maurum
- Eodorcadion maurum australe
- Eodorcadion maurum katharinae
- Eodorcadion maurum quinquevittatum
- Eodorcadion maurum sajanicum
- Eodorcadion minicarinatum
- Eodorcadion multicarinatum
- Eodorcadion oligocarinatum
- Eodorcadion ptyalopleurum
- Eodorcadion rubrosuturale
- Eodorcadion rubrosuturale kerulenum
- Eodorcadion shanxiense
- Eodorcadion sifanicum
- Eodorcadion sinicum
- Eodorcadion tuvense
- Eodorcadion virgatum
- Eodorcadion virgatum subvirgatum
- Eodorcadion virgatum taihangense

### Eodorcadion (Humerodorcadion)
- Eodorcadion humerale
- Eodorcadion humerale impluviatum
- Eodorcadion humerale quadrilineatum
- Eodorcadion humerale trabeatum
- Eodorcadion humerale xinganum
- Eodorcadion lutshniki
- Eodorcadion lutshniki altanelsense
- Eodorcadion lutshniki bicoloratum
- Eodorcadion lutshniki burenum

### Eodorcadion (Ornatodorcadion)
- Eodorcadion argaloides
- Eodorcadion brandtii
- Eodorcadion consentaneum
- Eodorcadion dorcas
- Eodorcadion dorcas scabrosum
- Eodorcadion egregium
- Eodorcadion egregium kabaki
- Eodorcadion exaratum
- Eodorcadion exaratum argali
- Eodorcadion gorbunovi
- Eodorcadion heros
- Eodorcadion intermedium
- Eodorcadion intermedium kozlovi
- Eodorcadion jakovlevi
- Eodorcadion jakovlevi fangzhoui
- Eodorcadion kaznakovi
- Eodorcadion kaznakovi zhilini
- Eodorcadion licenti
- Eodorcadion novitzkyi
- Eodorcadion oreadis
- Eodorcadion ornatum
- Eodorcadion oryx
- Eodorcadion potaninellum
- Eodorcadion potanini
- Eodorcadion pseudornatum
- Eodorcadion savitskyi
- Eodorcadion wenhsini
- Eodorcadion zhaoi
- Eodorcadion zichyi